# Garding, Kirchspiel
Garding, Kirchspiel es un municipio situado en el distrito de Frisia Septentrional, en el estado federado de Schleswig-Holstein (Alemania), con una población a finales de 2016 de unos 333 habitantes.
Se encuentra ubicado al noroeste del estado, en la península de Eiderstedt, cerca de la costa del mar del Norte y de la frontera con Dinamarca.